# Rue Favart-d'Herbigny
La  rue Favart d'Herbigny  est une voie de la commune de Reims, située au sein du département de la Marne, en région Grand Est.

## Situation et accès
Elle relie la rue Jean-Jaurès la Neuvillette à la rue de Cernay.

## Origine du nom
Elle rend hommage au général de la Révolution et du Premier Empire rémois Nicolas Remi Favart d'Herbigny (1735-1800).

## Historique
Ancienne « rue du Dimanche », elle prend sa dénomination actuelle en 1864.